# Laghetto di Cava basso
Il laghetto di Cava basso (o laghetto di Cava Inferiore) è un piccolo lago alpino situato nella valle Pontirone, nel comune di Biasca nelle Alpi Lepontine.
Fa parte di un gruppo di due laghetti (l'altro è il laghetto di Cava alto), è il più grande dei due.

## Morfologia
Il lago è contenuto tra morene di fondo e detriti di pendio.

## Fauna

### Pesci
Vengono regolarmente immessi estivali di trota iridea.
I salmerini di fonte sono soggetti a nanismo e si riproducono spontaneamente.